# Chabuata nephroleuca
Chabuata nephroleuca là một loài bướm đêm trong họ Noctuidae.